# District de Pichari
Au Pérou, le district de Pichari est l’un des dix districts de la province de La Convención située dans le département de Cusco.